# Flaminio Ponzio
Flaminio Ponzio (ur. 1560 w Viggiù niedaleko Varese, zm. 1613 w Rzymie) – włoski architekt, nadworny architekt papieża Pawła V. Tworzył w stylu manierystycznym.

## Wybrane prace
- Kaplica Pawłowa (od pontyfikatu Pawła V) lub kaplica Borghese (od rodowego nazwiska papieża) w bazylice Matki Bożej Większej w Rzymie
- Villa Borghese na wzgórzu Pincio
- Fasada Pałacu Borghese w Rzymie